# Busbahnhof Las Palmas de Gran Canaria San Telmo

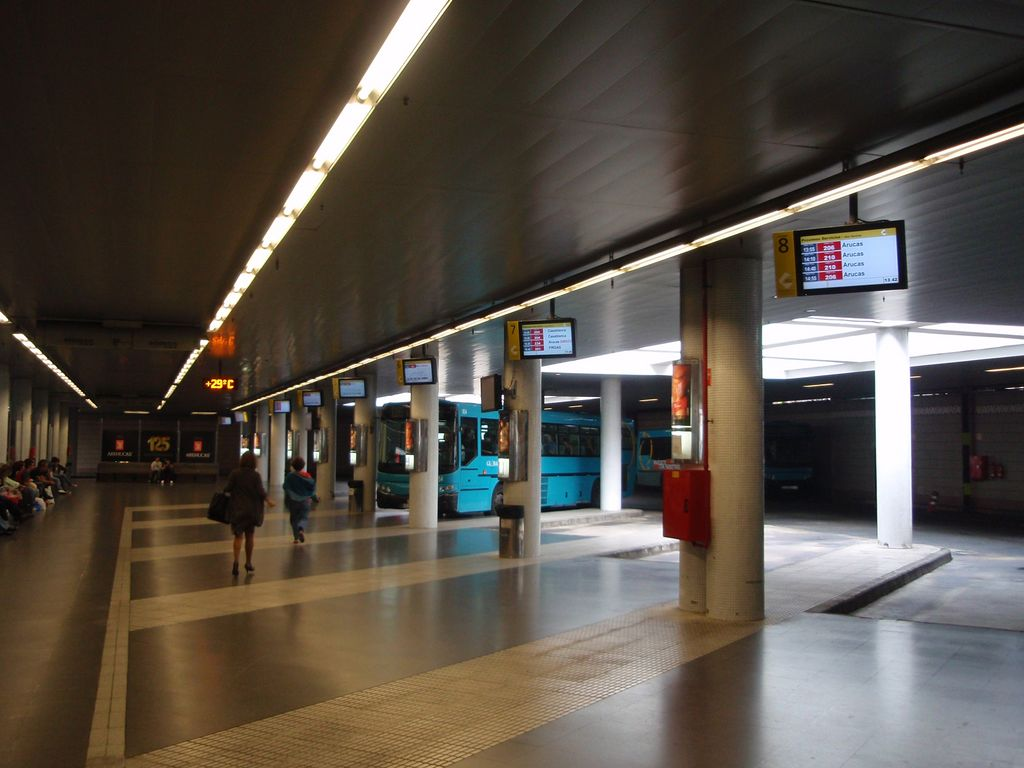
Busbahnhof San Telmo

Der Busbahnhof Las Palmas de Gran Canaria San Telmo (span. Estación San Telmo) ist ein unterirdischer Busbahnhof in der Inselhauptstadt Las Palmas de Gran Canaria. Er befindet sich am Parque San Telmo und in seiner unmittelbaren Nähe befindet sich eine Auffahrt auf die Autobahn GC-1. Er ist neben Santa Catalina einer von zwei Überlandbusbahnhöfen in Las Palmas de Gran Canaria.

## Lage und Aufbau
Der Busbahnhof befindet sich im Zentrum von Las Palmas de Gran Canaria in Nachbarschaft zur im Stadtgebiet von Las Palmas als Stadtautobahn gebauten GC-1 und zum Parque San Telmo. Auf einer Fläche von 152 * 67 Quadratmetern bietet er über 20 Stellplätze für die Überlandbusse auf Gran Canaria. Der Busbahnhof ist mit einer Fußgängerfläche überbaut.

## Bedienung

### Überlandbus
Die Estacion San Telmo ist Ausgangspunkt zahlreicher Überlandbuslinien auf Gran Canaria. Betrieben werden sie von der Verkehrsgesellschaft Global.
- 01: Las Palmas G. C. – Aeropuerto – Maspalomas (Faro) – Puerto de Mogán
- 04: Las Palmas G. C. – Aeropuerto – Maspalomas (Tablero)
- 05: Las Palmas G. C. – Aeropuerto – Maspalomas (Faro)
- 08: Las Palmas G. C. – Castillo del Romeral
- 10: Las Palmas G. C. – Doctoral – Sardina del Sur – Las Palmas de G.C.
- 11: Las Palmas G. C. – Agüimes
- 12: Las Palmas G. C. – Telde
- 15: Las Palmas G. C. – Las Remudas
- 21: Las Palmas G. C. – Agüimes
- 23: Playa de Arinaga – Las Palmas de G. C.
- 30: Las Palmas de G. C. Santa Catalina – Las Palmas de G.C. San Telmo – Faro Maspalomas
- 50: Las Palmas de G. C. – Faro Maspalomas
- 55: Las Palmas G. C. – Valle de Jinámar
- 57: Las Palmas G. C. – La Montañeta
- 58: Las Palmas G. C. – Tafira
- 59: Las Palmas G. C. – Ramblas de Jinámar
- 60: (Las Palmas de G. C. Santa Catalina –) Las Palmas de G.C. San Telmo – Aeropuerto
- 74: Las Palmas G. C. – Eucalipto 2
- 75: Las Palmas G. C. – La Garita
- 80: Las Palmas de G. C. Santa Catalina – Las Palmas G. C. San Telmo – Telde
- 91: Las Palmas G. C. – Aeropuerto – Puerto de Mogán
- 103: Las Palmas (San Telmo) – Puerto Las Nieves
- 105: Las Palmas (San Telmo) – Gáldar
- 116: Las Palmas (San Telmo) – Cabo Verde - Moya / Cabo Verde – Moya – Las Palmas (San Telmo)
- 117: Las Palmas (San Telmo) – Los Dragos - Moya / Los Dragos – Moya – Las Palmas (San Telmo)
- 204: Las Palmas (San Telmo) – Firgas
- 205: Las Palmas (San Telmo) – Tamaraceite – Arucas
- 206: Las Palmas (San Telmo) – Bañaderos – Arucas
- 210: Las Palmas (San Telmo) – Pista Cardones – Arucas
- 216: Las Palmas de G.C. – Teror
- 222: Arucas - Lanzarote / Lanzarote - Las Palmas de G.C.
- 223: Las Palmas de G.C. - Las Mesas
- 224: Las Palmas (San Telmo) – Lomo Los Frailes
- 229: Las Palmas (San Telmo) – San José del Alamo - Teror
- 232: Lanzarote - Las Palmas
- 234: Las Palmas (San Telmo) – El Hornillo - Arucas
- 301: Santa Catalina - Las Palmas G. C. San Telmo – El Monte - Santa Brígida
- 302: Las Palmas de G.C. (San Telmo) - La Calzada - Santa Brígida
- 303: Las Palmas (San Telmo) – San Mateo
- 304: Lomo Blanco - Las Palmas (San Telmo)
- 311: Las Palmas (San Telmo) – Bandama – Santa Brígida
- 313: Las Palmas (San Telmo) – El Fondillo
- 316: Las Palmas (San Telmo) – Cementerio San Lázaro
- 320: Las Palmas (San Telmo) – Ciudad del Campo Alto
- 335: Las Palmas (San Telmo) – Almatriche - San Lorenzo - Tamaraceite
- 350: Las Palmas (San Telmo) – Polígono de Arinaga

### Stadtbus
Darüber hinaus kann zu folgenden Stadtbuslinien (Guaguas Municipales) umgestiegen werden. Diese Stadtbuslinien verkehren an oberirdischen Bushaltestellen an den Eingängen des Busbahnhofes:
- 1 Teatro[A 1] – San Telmo – Santa Catalina – Puerto
- 7 Teatro – San Telmo – Campo Universitario
- 8 Teatro – San Telmo – Lomo de La Cruz
- 9 Hoya de La Plata - San Telmo – Hospital Dr. Negrín
- 10 Teatro – San Telmo – Hosp. Dr. Negrín (Exprés)
- 11 Teatro – San Telmo – Hosp. Dr. Negrín (Por La Feria)
- 12 Puerto – San Telmo – Hoya de La Plata
- 17 Teatro – San Telmo – Auditorio
- 25 Auditorio – San Telmo – Campus Universitario
- 80 Teatro – San Telmo – San Francisco
- 82 Teatro – San Telmo – La Paterna
- 84 Teatro – San Telmo – Lomo de La Cruz (por San Francisco)
- 91 Teatro – San Telmo – Tamaraceite

Nachtverkehr (Linéa Luna)
- L1 Puerto – San Telmo – Hoya de La Plata
- L2 Teatro – San Telmo – Santa Catalina
- L3 Teatro – San Telmo – Tamaraceite

Anmerkungen zu Haltestellen
1. ↑  Die Haltestelle Teatro befindet sich 500 bis 550 m gen Süden vom Busbahnhof entfernt und ist oft Ausgangspunkt der Linien von San Telmo und eine Nachbarhaltestelle San Telmos.

## Zukunft
Seit 2012 wird auf Gran Canaria eine Bahnstrecke geplant, welche auf einer Strecke von 48 Kilometern Länge Las Palmas Santa Catalina mit Maspalomas Faro verbinden soll. Das 1,6 Milliarden Euro teure Projekt soll die überlastete Autopista del Sur GC-1 entlasten. San Telmo wird dann der vorletzte Bahnhof in Richtung Norden der Eisenbahnstrecke sein. Die Fahrzeit nach Maspalomas soll 15 Minuten betragen. Zwischen Las Palmas und Maspalomas wird er neun weitere Zwischenstationen, darunter einen Halt am Flughafen haben.